# Clifton, Texas
Clifton là một thành phố thuộc quận Bosque, tiểu bang Texas, Hoa Kỳ. Năm 2010, dân số của xã này là 3442 người.

## Dân số
- Dân số năm 2000: 3542 người.
- Dân số năm 2010: 3442 người.